# Dolichopus anacrostichus
Dolichopus anacrostichus är en tvåvingeart som beskrevs av Frey 1945. Dolichopus anacrostichus ingår i släktet Dolichopus och familjen styltflugor. Inga underarter finns listade i Catalogue of Life.